# Carol Schuurman
Carol Schuurman (Den Haag, 17 augustus 1934 – aldaar, 3 april 2009) was een Nederlands voetballer. Hij kwam uit voor ADO en in vier interlands voor het Nederlands elftal.
Schuurman speelde oorspronkelijk bij Cromvliet. In 1953 verkaste hij naar ADO. Hij vormde samen met Theo Timmermans, Mick Clavan en Lex Rijnvis de voorhoede van de Haagse ploeg. In seizoen 1956/57 werd ADO met Schuurman en trainer Rinus Loof kampioen van de Eerste divisie, waardoor het promoveerde naar de Eredivisie. Schuurman scoorde dat jaar 29 doelpunten. Hij was op dat moment al enkele malen uitgekomen voor het Nederlands B-elftal. In november 1957 kwam hij voor het eerst uit voor het Nederlands elftal, in een officieuze interland tegen een Londense selectie. Op 4 mei 1958 maakte hij zijn officiële debuut, thuis tegen Turkije. Schuurman was echter meestal reserve. Pas in 1961 kwam hij nog drie keer voor Oranje uit, onder andere in een kwalificatiewedstrijd voor het WK 1962 tegen de DDR.
In 1959 en 1963 speelde Schuurman met ADO in de finale van de KNVB beker, die echter beide keren verloren ging. Voor ADO speelde hij in totaal 166 Eredivisiewedstrijden, waarin hij 106 doelpunten maakte. In 1963 werd hij slachtoffer van de verjongingsdrift van de nieuwe trainer Ernst Happel en verkaste hij naar DHC uit Delft. Twee jaar later verruilde hij deze ploeg voor RCH, waarvoor hij nog één seizoen uitkwam. Na zijn profcarrière kwam hij tot zijn veertigste uit voor het door Karel Jansen getrainde eerste elftal van amateurclub RVC Rijswijk, waar op dat moment onder andere ook Aad de Mos speelde. In 1971 verloor deze ploeg de strijd om het nationale kampioenschap bij de zondagamateurs van VV Caesar. Ook maakte Schuurman enkele keren deel uit van het team van oud-internationals.

## Carrièrestatistieken
| Seizoen         | Club            | Land            | Competitie                   | Competitie | Competitie | Beker | Beker | Internationaal | Internationaal | Overig | Overig | Totaal | Totaal |
| Seizoen         | Club            | Land            | Competitie                   | Wed.       | Dlp.       | Wed.  | Dlp.  | Wed.           | Dlp.           | Wed.   | Dlp.   | Wed.   | Dlp.   |
| --------------- | --------------- | --------------- | ---------------------------- | ---------- | ---------- | ----- | ----- | -------------- | -------------- | ------ | ------ | ------ | ------ |
| 1953/54         | ADO             | Nederland       | Eerste klasse D              | 9          | 4          | –     | –     | 0              | 0              | 0      | 0      | 9      | 4      |
| 1954/55         | ADO             | Nederland       | Eerste klasse D (Afgebroken) | 3          | 1          | –     | –     | 0              | 0              | 0      | 0      | 3      | 1      |
| 1954/55         | ADO             | Nederland       | Eerste klasse B              | 14         | 5          | –     | –     | 0              | 0              | 0      | 0      | 14     | 5      |
| 1955/56         | ADO             | Nederland       | Hoofdklasse A                | 28         | 7          | –     | –     | 0              | 0              | 0      | 0      | 28     | 7      |
| 1956/57         | ADO             | Nederland       | Eerste divisie A             | 30         | 29         | 7     | 9     | 0              | 0              | 0      | 0      | 37     | 38     |
| 1957/58         | ADO             | Nederland       | Eredivisie                   | 33         | 24         | 3     | 1     | 0              | 0              | 0      | 0      | 36     | 25     |
| 1958/59         | ADO             | Nederland       | Eredivisie                   | 31         | 19         | 2     | 1     | 0              | 0              | 0      | 0      | 33     | 20     |
| 1959/60         | ADO             | Nederland       | Eredivisie                   | 25         | 15         | –     | –     | 0              | 0              | 0      | 0      | 25     | 15     |
| 1960/61         | ADO             | Nederland       | Eredivisie                   | 27         | 18         | 3     | 1     | 0              | 0              | 0      | 0      | 30     | 19     |
| 1961/62         | ADO             | Nederland       | Eredivisie                   | 34         | 23         | 2     | 3     | 0              | 0              | 0      | 0      | 36     | 26     |
| 1962/63         | ADO             | Nederland       | Eredivisie                   | 16         | 7          | 1     | 0     | 0              | 0              | 0      | 0      | 17     | 7      |
| 1963/64         | DHC             | Nederland       | Eerste divisie               | 27         | 10         | –     | 1     | 0              | 0              | 0      | 0      | –      | 11     |
| 1964/65         | DHC             | Nederland       | Eerste divisie               | 14         | 4          | –     | 2     | 0              | 0              | 0      | 0      | –      | 6      |
| 1965/66         | RCH             | Nederland       | Tweede divisie B             | –          | 3          | –     | 0     | 0              | 0              | 0      | 0      | –      | 3      |
| Carrière totaal | Carrière totaal | Carrière totaal | Carrière totaal              | –          | 169        | –     | 18    | 0              | 0              | 0      | 0      | –      | 187    |

## Erelijst
ADO
| Nationaal      |    |         |
| Eerste divisie | 1x | 1956/57 |